# Вуглегірське водосховище
Вуглегі́рське водосхо́вище (Світлодарське водосховище, водосховище Вуглегірської ТЕС) — водосховище на річці Лугань (басейн річки Сіверський Донець) в Бахмутському районі Донецької області, Україна. На березі розташоване місто Світлодарськ та селище Новолуганське.

## Історія
Перше штучне водосховище на місці сучасного Вуглегірського водосховище було створено в 1934 році, площею 40 Га. Серед місцевого населення, водосховище почало називатися «Водобуд» — назва походить вірогідно від «водяна будова».
Вуглегірське водосховище було створено з метою охолодження Вуглегірської ТЕС, будівництво якої було розпочато в 1967 році та введено в експлуатацію перший енергоблок в 1972 році. Наповнення водосховища проводилось не тільки внаслідок води річки Лугань, але із-за допомогою води з каналу Сіверський Донець-Донбас за допомогою насосної станції в селищі Курдюмівка та системи водоводів.

## Характеристики водойми
Площа водної поверхні — 1510 Га, об'єм повний -162,0 млн м3, об'єм корисний — 28,0 млн м3 Довжина берегової лінії приблизно 31.5 км.
На північному березі знаходиться промислова зона Вуглегірської ТЕС, її гідротехнічні споруди, S-подібна дамба, яка відділяє частину водосховища, де відбувається водозабір холодної води для охолодження ТЕС.
Північно-східна частина берега між м. Світлодарськ та Вуглегірською ТЕС — дамба водосховища, довжиною приблизно 2 км, яка перегороджує гирло річки Лугань.
На східному березі — знаходиться місто Світлодарськ.
На західному березі — знаходиться селище Новолуганське.
Північна частина Вуглегірського водосховища поділяється на дві частини: в північно-східну частину вливається маловодна річка Лозова, також через цю частину водосховища проходить 2 ЛЕП опори яких змонтовані на бетонних фундаментах посеред води; в північно-східну частину вливається річка Лугань та річка Гурти, над цією частиною водосховища проходить залізничний міст перегону від ст. Вуглегірськ до ст. Світлодарськ.
У воді водойми — охолоджувача Вуглегірської ТЕС відзначено значну кількість сульфатів (288−303 мг/дм3) і хлоридів (228−231 мг/дм3), а також незначні перевищення кальцію, магнію та суми калію і натрію, що досить типово для водойм цього регіону України

## Дозвілля

### Дайвінг
Водойма відома серед професійних дайверів. Видимість зазвичай гарна, близько 8 м у холодну пору року, але досить швидко може впасти до 0. Середня видимість — 2-4 м. Взимку спостерігається максимальна видимість до 15 м. Глибина до 30-40 м. На дні переважають мул і суспензії. Є невеликі течії та магнітні аномалії. Дуже багато сіток, причому вони спускаються до 10-метрової глибини. Влітку і восени можна спостерігати великі зграї окуня (до тисячі особин). Вважається, що водосховище, разом із декількома водоймищами, що знаходяться поруч, є єдиним місцем на лівому березі Дніпра, де можна зустріти вугрів. Найвідоміший дайв-сайт Вуглегірського водосховища — «Атлантида». Так називається старий водозабір Вуглегірської ТЕС. Це цілий підводний комплекс із бетонних, кам'яних і металевих споруд, каналів, шлюзів, башт, драбин, доріг висотою близько 12 м. Дещо менший за розмірами комплекс утворює насосна станція. Решта дайв-сайтів: лісоповал обплутаний сітками; фрагмент залізниці з тупиком; галявини вугрів; канал (максимальна глибина — 20 м); колгоспний сад; старе русло річки із залишками стійок від дерев'яного містка; село; будинок; ліс.

## Галерея

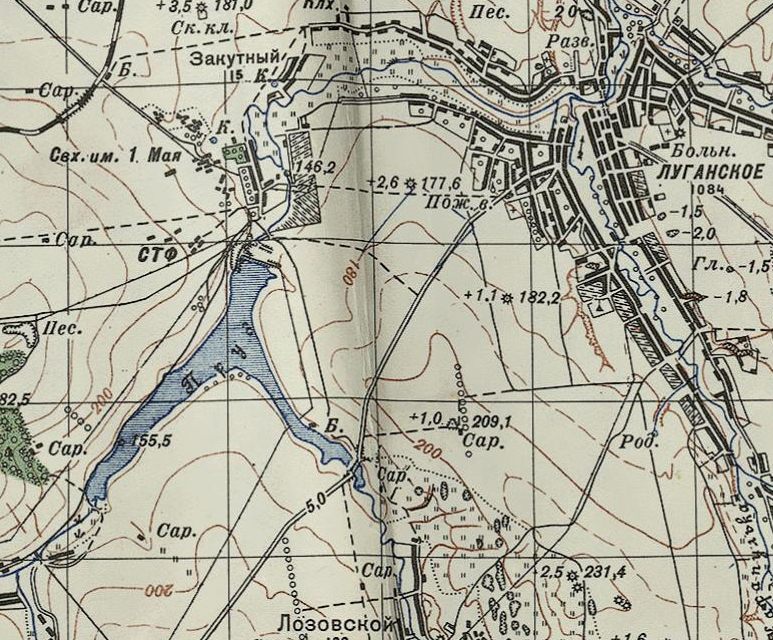
"Водобуд" 1940 рік
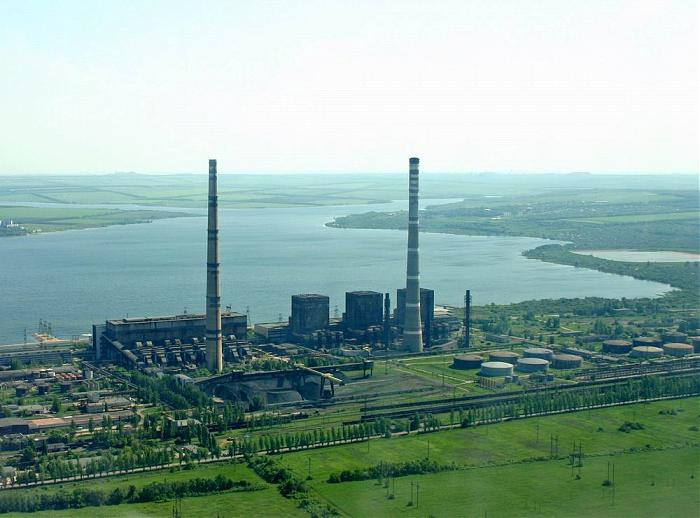
Вуглегірська ТЕС та водосховище 2010 рік